# Денгеле
Денгеле е един от 19-те региона на Кот д'Ивоар. Разположен е в северозападната част на страната и граничи на запад с Гвинея и на север с Мали. Площта му е 20 600 км², а населението, според преброяването през 2007, е над 310 000 души. Столицата на Денгеле е град Одиене.
Регионът включва само един департамент – Одиене.